# Tomás Lezana
Tomás Lezana (n. el 16 de febrero de 1994 en Santiago del Estero) es un jugador argentino de rugby que juega en la posición de ala y es integrante de los Jaguares en el Super Rugby. Integró la selección juvenil actuando en los campeonatos mundiales juveniles de 2013 y 2014, la selección B argentina (Argentina XV), el equipo Pampas XV (2015) y el seleccionado mayor Los Pumas. Campeón de la Consur Cup 2015 con Los Pumas.